# Black Cat
Black Cat (ブラックキャット) là loạt manga dành cho shōnen do Yabuki Kentaro thực hiện. Tác phẩm đã đăng trên tạp chí Weekly Shōnen Jump của Shueisha từ ngày 04 tháng 7 năm 2001 đến 14 tháng 6 năm 2004, sau đó tập hợp lại và phát hành thành 20 tankōbon. Cốt truyện xoay quanh một sát thủ có biệt danh là XIII tên Train Heartnet còn được biết với tên Black Cat, anh chuyên làm nhiệm vụ ám sát cho tổ chức Chronos từ khi còn bé. Nhưng thời gian qua đi anh bắt đầu gặp gỡ nhiều bạn bè hơn và từ bỏ việc ám sát để đi con đường của riêng mình trở thành người săn tiền thưởng thường tự gọi là Sweeper, chiến đấu cùng mọi người để bảo vệ những gì mà anh yêu mến. Nhà xuất bản Kim Đồng đã đăng ký bản quyền xuất bản tại Việt Nam với tên bản quyền hiện tại là tên gốc.
Gonzo đã chuyển thể loạt manga thành anime sau đó phát sóng trên kênh Tokyo Broadcasting System cùng kênh truyền hình vệ tinh Animax từ ngày 06 tháng 10 năm 2005 đến ngày 30 tháng 3 năm 2006 với 24 tập. Sau đó Animax đã chiếu phiên bản tiếng Anh của bộ anime trên mạng lưới của mình tại châu Á.

## Tổng quan

### Sơ lược cốt truyện
Câu chuyện xoay quanh một chàng trai tên là Train Heartnet, người đã rút khỏi một nhóm gồm những sát thủ xuất sắc gọi là Toki no Bannin (the Chronos Numbers) để trở thành một Sweeper.
Trong thế giới của Train, có một tổ chức bí mật, Chronos, chế ngự một phần ba nền kinh tế của thế giới qua sự kiểm soát ngầm hầu hết mọi loại kinh doanh. Để duy trì sự cân bằng của thế giới, Chronos là cần thiết, bởi vậy, cần phải có người bảo vệ Chronos. Ngoài những Eraser bình thường, có những sát thủ đặc biệt xuất sắc với những vũ khí làm bằng Orichalcum, họ được gọi là Chrono Numbers. Những con số của Chrono Numbers được khắc trên cơ thể và vũ khí của họ. Đã từng có tổng cộng 12 Chronos Numbers, nhưng khi Train Heartnet, một tay súng vô địch, quyết định tham gia vào Chronos, con số XIII đã được lập ra. Train Heartnet còn được gọi là "Black Cat" bởi việc mang đến xui xẻo cùng sự di chuyển và tấn công nhanh cực độ của mình. Không kẻ nào đã là mục tiêu của Black Cat lại có thể sống sót. Black Cat là cái tên đáng sợ nhất trong giới sát thủ.
Mục đích duy nhất của anh từng là "trở nên mạnh nhất". Trong một lần làm nhiệm vụ, anh đã phải giết một mục tiêu, nhưng đứa con của mục tiêu cũng ở hiện trường lúc đó. Train, nhớ lại tổn thương thời thơ ấu của mình, đã không thể giết mục tiêu trước mặt đứa trẻ, điều này dẫn đến việc anh bị cận vệ của mục tiêu bắn trúng.
Cuối cùng, anh đã gặp Saya Minatsuki, một Sweeper. Qua sự tiếp xúc với Saya, Train đã thay đổi rất nhiều, và sự thay đổi ấy đã lên tới cực điểm với việc rời bỏ Chronos. Tuy nhiên, một người ngưỡng mộ Train tới mức ám ảnh, Creed Diskenth, đã không chấp nhận việc một sát thủ ưu tú bị thay đổi như vậy. Sau này Creed đã đến giết Saya khi Train không có ở đó. Train đến hiện trường quá muộn và cố chiến đấu với Creed, nhưng hắn đã trốn thoát.
Hai năm sau, Train là một Sweeper, đi khắp nơi với những cộng sự của anh là Sven Vollfied và Eve. Cuộc sống của họ với tư cách là những Sweeper sắp sửa bị thay đổi khi hiện tại đang bị quá khứ xâm lấn: Creed Diskenth, sau hai năm biến mất, giờ đã trở lại. Và hắn ao ước được gặp Train với lời đề nghị được trở thành cộng sự của anh.

### Nhân vật

#### Chính
Train Heartnet (トレイン ハートネット)
Lồng tiếng bởi: Kondō Takashi, Takayama Minami (lúc nhỏ)
Sven Vollfied (スヴェン ボルフィード)
Lồng tiếng bởi: Fujiwara Keiji
イヴ (Eve)
Lồng tiếng bởi: Fukuen Misato
Rinslet Walker (リンスレット ウォーカー)
Lồng tiếng bởi: Nogami Yukana

#### Chronos
Sephiria Arks (セフィリア アークス)
Lồng tiếng bởi: Inoue Kikuko
Belze Rochefort (ベルゼー ロシュフォール)
Lồng tiếng bởi: Hori Hideyuki
Emilio Lowe (エミリオ ロウ)
Lồng tiếng bởi: Chiba Susumu
Kranz Maduke (クランツ マドゥーク)
Lồng tiếng bởi: Kakehashi Atsushi
Nizer Bruckheimer (ナイザー ブラッカイマー)
Lồng tiếng bởi: Egawa Hisao
Anubis (アヌビス)
Lồng tiếng bởi: Ōhama Yasushi
Jenos Hazard (ジェノス ハザード)
Lồng tiếng bởi: Sakurai Takahiro
Baldorias S. Fanghini (バルドリアス S ファンギーニ)
Lồng tiếng bởi: Katsu Anri
David Pepper (デイビッド ペッパー)
Lồng tiếng bởi: Kuroda Takaya
Lin Shaolee (リン シャオリー)
Lồng tiếng bởi: Saiga Mitsuki
Ash (アッシュ)
Lồng tiếng bởi: Take Tora
Beluga J. Heard (ベルーガ J ハード)
Lồng tiếng bởi: Ishii Kōji
Mason Ordrosso (メイソン オルドロッソ)
Lồng tiếng bởi: Naya Rokurō

#### Hoshi no Shito
Creed Diskenth (クリード ディスケンス)
Lồng tiếng bởi: Miki Shin-ichirō
Echidna Parass (エキドナ パラス)
Lồng tiếng bởi: Tanaka Atsuko
Shiki (シキ)
Lồng tiếng bởi: Yamaguchi Mayumi
Maro (マロ)
Lồng tiếng bởi: Kawazu Yasuhiko
Charden Flamberg (シャルデン フランベルク)
Lồng tiếng bởi: Ōhama Yasushi
Kirisaki Kyōko (キリサキ＝キョウコ, キョウコ＝キリサキ)
Lồng tiếng bởi: Chiba Chiemi
Leon Elliott (リオン エリオット)
Lồng tiếng bởi: Minagawa Junko
Eathes (エーテス)
Doctor (ドクター) / Kosuke Kanzaki (カンザキ コウスケ, コウスケ＝カンザキ)
Lồng tiếng bởi: Mizushima Yū
Durham Glaster (デュラム グラスター)
Lồng tiếng bởi: Fukumatsu Shinya
Preta Ghoul (プレタ グール)
Lồng tiếng bởi: Chiba Susumu
Deak Slathky (ディーク スラスキー)
Kiseitai (鬼星隊, きせいたい)

#### Liên hệ với nhân vật chính
Saya Minatsuki (サヤ ミナツ)
Lồng tiếng bởi: Toyoguchi Megumi
Annette Pias (アネット ピアス)
Lồng tiếng bởi: Tsuda Shōko
Tearju Lunatique (ティアーユ ルナティーク)
Lồng tiếng bởi: Fukuen Misato
Zagine Axelox (ザギーネ アクセローク)
Lồng tiếng bởi: Konishi Katsuyuki
Lloyd Goldwynne (ロイド ゴールドウィン)

#### Sōjiya
River Zastory (リバー ザストリー)
Lồng tiếng bởi: Hayashi Nobutoshi
Kevin McDougall (ケビン マクドガル)
Lồng tiếng bởi: Takeuchi Ken
Silphy Deacroft (シルフィー デアクロフト)
Lồng tiếng bởi: Minagawa Junko
Touma Fudou (トウマ フドウ)
Lồng tiếng bởi: Izumi Hisashi
Mundock (ムンドック)
Lồng tiếng bởi: Sonobe Yoshinori

#### Chỉ huy của Chronos
Clevar (クレヴァー)
Karl Walken (カール ウォーケン)
Eric (エリック)
Willzark (ウィルザーク)
Lồng tiếng bởi: Katō Seizō
Kin (キン)
Lồng tiếng bởi: Ogata Mitsuru
Shin (シン)
Lồng tiếng bởi: Asō Tomohisa

#### Săn tiền thưởng và tội phạm
Lugart Won (ルガート ウォン)
Sadon Corney (サドン コルニー)
Harry Afleck (ハリー アフレック)
Race Donovan (レイス ドノバン)
Lồng tiếng bởi: Katsu Anri
Pad Reed (パド リード)
Torneo Rudman (トルネオ ルドマン)
Lồng tiếng bởi: Aomori Shin
Flitt Morris (フリット モーリス)
Ricky & Johnny (リッキー&ジョニー)
Gyanza Rujike (ギャンザ レジック)
Lồng tiếng bởi: Amada Masuo
Igor Planter (イゴール プランター)
Lồng tiếng bởi: Horikawa Jin
Blum Pullman (ブルム プルマン)
Lồng tiếng bởi: Motegi Masaru
Stamper Wilson (スタンパー ウィルソン)
Kelly Baris (ケリー バリス)
Ronald Wilington (ドナルド ウィリアム)
Roifen (ロイフェン)
Bouldin (ボールディン)
Murdoch (マードック)

#### Khác
Ellie (エリィ)
Madame Freesia (マダム フレシア)
Lồng tiếng bởi: Kujira
Flora (フローラ)
Woodney (ウドニー)
Lồng tiếng bởi: Ishihara Bon
Fujimura (フジムラ)
Tom (トミー)
Bayrad (ベヤード)
Tim Vertical (ティム バーティカル)
Lồng tiếng bởi: Kumai Motoko
Noraneko (ノラネコ)
Chibikuro (チビクロ)
Tanya (ターニャ)
Lồng tiếng bởi: Hanba Tomoe
Kanemochi (金持ち)
Lồng tiếng bởi: Ogata Mitsuru

## Truyền thông

### Manga
Black Cat được thực hiện bởi Yabuki Kentaro và đăng trên tạp chí dành cho shōnen là Weekly Shōnen Jump của Shueisha từ ngày 04 tháng 7 năm 2000 đến 14 tháng 6 năm 2004. Với 185 chương, Shueisha đã tập hợp các chương lại và phát hành thành 20 tankōbon.
Viz Media đã đăng ký bản quyền phát hành phiên bản tiếng Anh của loạt manga tại thị trường Bắc Mỹ, Madman Entertainment thì phát hành phiên bản tiếng Anh tại Úc và New Zealand. Loạt manga còn được đăng ký bản quyền với các thứ tiếng tại các quốc gia khác bởi các nhà xuất bản như Glénat Benelux tại Hà Lan, Glénat tại Pháp và Hà Lan, Star Comics tại Ý, Carlsen Comics tại Đức, Chuang Yi tại Singapore và Tong Li Publishing tại Đài Loan.

### Anime
Gonzo đã chuyển thể loạt manga thành anime với 24 tập với sự đạo diễn của Itagaki Shin. Kênh Tokyo Broadcasting System cùng kênh truyền hình vệ tinh Animax đã chiếu bộ anime tại Nhật Bản từ ngày 06 tháng 10 năm 2005 đến ngày 30 tháng 3 năm 2006. Tập 15 không chiếu trên kênh TBS mà chỉ chiếu trên kênh Animax. Bộ anime đã phát hành thành 12 DVD dưới dạng DVD khu vực 2 mỗi DVD đều có phiên bản Premium Edition có đính kèm nhiều vật dụng khác nhau. Sony Pictures Entertainment đã phát hành một cách giới hạn bộ hộp DVD vào ngày 23 tháng 4 năm 2008.
Funimation Entertainment đã đăng ký bản quyền phiên bản lồng tiếng Anh của bộ anime tại Bắc Mỹ và phát sóng trên kênh Funimation Channel. Kaze thì đăng ký tại Pháp, ACOG và OVA Films đăng ký tại Đức, Mega-Anime đăng ký tại Nga, Madman Entertainment đăng ký tái Úc và New Zealand, MVM Films đăng ký tại Anh và Proware Multimedia International đăng ký tại Đài Loan.

### Âm nhạc
Bộ anime có ba bài hát chủ đề, 1 mở đầu và 2 kết thúc. Bài hát mở đầu có tựa Daia no Hana (ダイアの花) do Yoriko trình bày, đĩa đơn chứa bài hát đã phát hành vào ngày 2 tháng 11 năm 2005. Bài hát kết thúc thứ nhất có tên Namidaboshi (ナミダボシ) do PUPPYPET trình bày, đĩa đơn chứa bài hát đã phát hành vào ngày 23 tháng 11 năm 2005. Bài hát kết thúc thứ hai có tên Kutsuzure (くつずれ) do Matsuda Ryouji trình bày, đĩa đơn chứa bài hát đã phát hành vào ngày 15 tháng 2 năm 2006. Nhạc nền của anime được soạn bởi Taku Iwasaki. Đĩa nhạc tập hợp tất cả các bản nhạc trong anime có tên Nikukyu -Black Cat Original Soundtrack- được phát hành vào ngày 15 tháng 3 năm 2006, chứa 21 bản nhạc nền dùng trong anime.
| Hikari / Daia no Hana (HIKARI/ダイアの花) | Hikari / Daia no Hana (HIKARI/ダイアの花) | Hikari / Daia no Hana (HIKARI/ダイアの花) |
| STT                                       | Nhan đề                                   | Thời lượng                                |
| ----------------------------------------- | ----------------------------------------- | ----------------------------------------- |
| 1.                                        | "HIKARI"                                  | 5:20                                      |
| 2.                                        | "Daia no Hana (ダイアの花)"               | 3:35                                      |
| 3.                                        | "HIKARI N.Y.version"                      | 5:42                                      |
| Tổng thời lượng:                          | Tổng thời lượng:                          | 14:37                                     |

| Namidaboshi (ナミダボシ) | Namidaboshi (ナミダボシ)                   | Namidaboshi (ナミダボシ) |
| STT                      | Nhan đề                                    | Thời lượng               |
| ------------------------ | ------------------------------------------ | ------------------------ |
| 1.                       | "Namidaboshi (ナミダボシ)"                 | 3:27                     |
| 2.                       | "Osaka Fever (大阪フィーバー)"             | 3:27                     |
| 3.                       | "Aoi Sora (青い空)"                        | 3:41                     |
| 4.                       | "Namidaboshi (Omake) (ナミダボシ(オマケ))" | 3:29                     |
| Tổng thời lượng:         | Tổng thời lượng:                           | 14:04                    |

| Kutsuzure (くつずれ) | Kutsuzure (くつずれ)            | Kutsuzure (くつずれ) |
| STT                  | Nhan đề                         | Thời lượng           |
| -------------------- | ------------------------------- | -------------------- |
| 1.                   | "Kutsuzure (くつずれ)"          | 4:03                 |
| 2.                   | "Shissei no Meiro (湿性の迷路)" | 4:04                 |
| 3.                   | "Superstar"                     | 6:04                 |
| Tổng thời lượng:     | Tổng thời lượng:                | 14:11                |

| Nikukyu -Black Cat Original Soundtrack- (ブラック・キャット オリジナルサウンドトラック) | Nikukyu -Black Cat Original Soundtrack- (ブラック・キャット オリジナルサウンドトラック) | Nikukyu -Black Cat Original Soundtrack- (ブラック・キャット オリジナルサウンドトラック) |
| STT                                                                                     | Nhan đề                                                                                 | Thời lượng                                                                              |
| --------------------------------------------------------------------------------------- | --------------------------------------------------------------------------------------- | --------------------------------------------------------------------------------------- |
| 1.                                                                                      | "Konoyo no Uta (Piano ver.) (この世の歌(Piano ver.))"                                   | 2:04                                                                                    |
| 2.                                                                                      | "Katarare Zaru Mono no Densetsu (語られざる者の伝説)"                                   | 1:56                                                                                    |
| 3.                                                                                      | "Kuroki Neko (黒き猫)"                                                                  | 2:41                                                                                    |
| 4.                                                                                      | "Gekkou (月光)"                                                                         | 1:11                                                                                    |
| 5.                                                                                      | "Si,tu sei diverso"                                                                     | 3:46                                                                                    |
| 6.                                                                                      | "ACCETTAMI"                                                                             | 3:04                                                                                    |
| 7.                                                                                      | "Shi wo Kizamu Byoushin (死を刻む秒針)"                                                 | 1:27                                                                                    |
| 8.                                                                                      | "Futten (沸点)"                                                                         | 2:13                                                                                    |
| 9.                                                                                      | "White Jacket (ホワイトジャケット)"                                                     | 1:40                                                                                    |
| 10.                                                                                     | "Fureau Kokoro (ふれあう心)"                                                            | 2:13                                                                                    |
| 11.                                                                                     | "Bounty・Hunter (バウンティ・ハンター)"                                                 | 2:58                                                                                    |
| 12.                                                                                     | "Gureigu・Yard (グレイグ・ヤード)"                                                      | 2:57                                                                                    |
| 13.                                                                                     | "Hungry Kitchen (ハングリーキッチン)"                                                   | 1:16                                                                                    |
| 14.                                                                                     | "Yajuu no Chi (野獣の血)"                                                               | 2:26                                                                                    |
| 15.                                                                                     | "Kinji Rareta Kioku (禁じられた記憶)"                                                   | 2:11                                                                                    |
| 16.                                                                                     | "Tsumeato (爪痕)"                                                                       | 1:34                                                                                    |
| 17.                                                                                     | "Yoru Sou (夜想)"                                                                       | 2:05                                                                                    |
| 18.                                                                                     | "Red Zone (レッドゾーン)"                                                               | 2:12                                                                                    |
| 19.                                                                                     | "Genzai (原罪)"                                                                         | 2:45                                                                                    |
| 20.                                                                                     | "The・Toranpu (ザ・トランプ)"                                                           | 2:17                                                                                    |
| 21.                                                                                     | "Konoyo no Uta (この世の歌)"                                                            | 3:26                                                                                    |
| 22.                                                                                     | "Daia no Hana (Anime ver.) (ダイアの花(Anime ver.))"                                    | 1:36                                                                                    |
| 23.                                                                                     | "Namida Boshi (Anime ver.) (ナミダボシ(Anime ver.))"                                    | 1:31                                                                                    |
| 24.                                                                                     | "Kutsuzure (Anime ver.) (くつずれ(Anime ver.))"                                         | 1:30                                                                                    |
| Tổng thời lượng:                                                                        | Tổng thời lượng:                                                                        | 52:59                                                                                   |

### Drama CD
Có ba đĩa drama CD dựa theo tác phẩm được phát hành từ ngày 28 tháng 2 năm 2005 đến ngày 14 tháng 10 năm 2005.

### Light novel
Với sự cho phép của tác giả Yabuki Kentaro, Ōsaki Tomohito đã thực hiện một light novel có tựa Black Cat Hoshi no Zanshou (BLACK CAT 星の残照) và Shueisha đã phát hành vào tháng 10 năm 2005 với nhãn JUMP j-BOOKS. Tác phẩm được viết như một phần tiếp theo bản gốc manga.

### Trò chơi điện tử
Hai trò chơi điện tử đã được phát hành tại Nhật Bản. Trò đầu tiên có tựa Black Cat ~Kikai Shikake no Tenshi~ (BLACK CAT 〜機械仕掛けの天使〜) do Capcom thực hiện cho hệ máy PlayStation 2 phát hành vào ngày 30 tháng 3 năm 2006. Trò chơi thứ hai có tựa Black Cat: ~Kuroneko no Concerto~ (BLACK CAT 〜黒猫の協奏曲〜) do Compile Heart thực hiện cho hệ máy Nintendo DS phát hành ngày 21 tháng 6 năm 2007. Các nhân vật trong Black Cat cũng xuất hiện trong hai trò chơi Jump Super Stars và Jump Ultimate Stars.

## Đón nhận
Năm 2008, 20 tập truyện Black Cat đã bán được 12 triệu bản tại Nhật Bản. Các tập phiên bản tiếng Anh do Viz Media phát hành cũng nằm trong bảng xếp hạng manga bán chạy nhất của The New York Times cũng như Nielsen BookScan.
Navarre Corporation đã đánh giá các DVD Black Cat là nhân tố chính để Funimation tăng doanh số trong quý cuối năm 2006.